# فيليب ويليام
فيليب ويليام (بالإنجليزية: Philip Hale)‏ هو ناقد موسيقي وصحفي أمريكي، ولد في 5 مارس 1854 في نورويتش في الولايات المتحدة، وتوفي في 30 نوفمبر 1934 في بوسطن في الولايات المتحدة.